# Real Club Deportivo Espanyol "B"
El Real Club Deportivo Espanyol de Barcelona "B" (oficialmente y en catalán Reial Club Deportiu Espanyol de Barcelona "B") es un club de fútbol español, de la ciudad de Barcelona en Cataluña, filial del Real Club Deportivo Espanyol. Fue fundado en 1994 y actualmente juega en el Grupo III de la Segunda División RFEF.
Como equipo filial, su principal función es la de servir de cantera del primer equipo promocionando y forjando nuevos jugadores que nutran la primera plantilla. Además de este hecho, la cantera del club está considerada como una de las mejores de España ya que temporada a temporada cosechan éxitos y promocionan nuevas perlas y talentos al primer equipo de la entidad. 
A diferencia de otras ligas europeas de fútbol, en España, los equipos filiales juegan en el mismo sistema de liga que su equipo matriz en lugar de jugar una competición exclusiva para equipos filiales. Sin embargo, no pueden jugar en la misma categoría que su equipo mayor y es por este motivo que el R. C. D. Espanyol "B" no puede ascender a Primera División ni disputar la Copa del Rey.

## Historia
Históricamente y antes de la fundación del actual, varios clubes habían cumplido con la función de filial del R. C. D. Espanyol, como la Peña Saprissa, fundada por Ricardo Saprissa en 1930, el también fundador del club costarricense Deportivo Saprissa, o el Centre d'Esports L'Hospitalet.
Por las filas del R. C. D. Espanyol "B" han pasado numerosos jugadores que triunfaron, y aún lo hacen, en el primer equipo y también en otros. Desde su creación, el equipo ha tenido una gran importancia en la historia del club ya que este ha sido tradicionalmente un equipo de cantera que se ha nutrido más de los jóvenes formados en sus categorías inferiores que de fichajes externos. En la actualidad el R. C. D. Espanyol cuenta en su plantilla con un gran número de jugadores formados en el "B".
El R. C. D. Espanyol "B" tiene su origen en el Fútbol Club Cristinenc, equipo fundado en 1981 en la localidad de Santa Cristina de Aro, en la Provincia de Gerona. Este club gozó de una rápida progresión en las categorías regionales, hasta que alcanzó la Tercera División de España. 
El 7 de agosto de 1990 dicho club firmó un acuerdo de colaboración con el RCD Español. Un año más tarde, el 15 de agosto de 1991 formalizó un acuerdo de filiación con los periquitos, cambiando su nombre a Cristinenc-Español. Durante tres temporadas compitió en Tercera como segundo filial blanquiazul, mientras que el primer filial, L'Hospitalet, competía en Segunda División B.
El verano de 1994, finalizada la colaboración con el CE L'Hospitalet, el R.C.D. Español absorbió plenamente los derechos del Cristinenc, erigiéndose como único filial del club blanquiazul. El 6 de julio de 1994 se formalizó el cambio de nombre del equipo, que se transformó en el actual Real Club Deportivo Espanyol "B".
En su primera temporada como R.C.D. Español "B" (1994-95) logró el campeonato de Tercera División y, a la postre, el ascenso de categoría tras imponerse en la promoción al Pinoso CF, al Águilas CF y al CF Sóller. En la temporada siguiente el equipo cambió su nombre a R. C. D. Espanyol de Barcelona "B", tras el cambio de nombre realizado por el RCD Espanyol en febrero de 1995.
Tras dos temporadas (1995-96 y 1996-97) acabando en mitad de la tabla del grupo III de Segunda División B, fue en la 1997-98 cuando el filial alcanzó por primera vez en su historia la posibilidad de disputar la promoción de ascenso a la Segunda División del fútbol español al acabar en cuarta posición en la liga. En dicha promoción quedó en tercer lugar por delante del Real Club Deportivo de La Coruña "B" y por detrás del Barakaldo CF y del Recreativo de Huelva; este último fue el que ascendió a Segunda. De la temporada 1996-97 cabe destacar el debut de Raúl Tamudo con el primer equipo del R. C. D. Espanyol, de la mano del técnico Paco Flores, tras estar realizando una gran campaña en el filial blanquiazul. De esta forma y, tras las catorce temporadas en el primer equipo de la entidad, la cantera españolista pasaba a tener un icono, figura y referente para todos los jóvenes que cada año juegan en el fútbol base perico esperando repetir la historia que el mismo Raúl Tamudo se forjó con mucho esfuerzo y sacrificio.
Después de acabar con éxito la temporada 1997-98, en la 1998-99 se produjo el descenso a la Tercera División. El filial blanquiazul recuperaría la categoría perdida la temporada anterior al acabar en segundo lugar e imponiéndose en la promoción de ascenso a Segunda División B al CD Onda, AD Mar Menor y PD Santa Eulalia.
Una vez más en la división de bronce del fútbol español (temporada 2000-01), el filial perico lograba alcanzar la cuarta posición que le brindaba la oportunidad, por segunda vez en su historia, de jugar la promoción de ascenso a la división de plata. En esta ocasión acabó último del grupo por detrás del CD Calahorra, Club Atlético de Madrid "B" y Polideportivo Ejido (equipo que ascendió de categoría).
En la temporada 2001-02, el filial blanquiazul comenzó disputando la primera jornada en el Parque del Migdia por última vez. Posteriormente, el equipo pasó a disputar sus partidos en la recién inaugurada Ciudad Deportiva del R.C.D. Espanyol. En dicha temporada logró además el que es hasta la fecha el mejor resultado del equipo al acabar en segundo lugar en la Liga estando encuadrado en el grupo II. Este éxito, sin embargo, no tuvo la continuación esperada en la promoción de ascenso a Segunda ya que el equipo quedó en último lugar, cuarto, en una promoción en la que no se ganó ni empató ni un solo encuentro. Por delante quedaron el Pontevedra CF, el Real Madrid Club de Fútbol "B" y el UD Almería; este último fue el que ascendió a Segunda.
En las temporadas 2002-03 y 2003-04 el R. C. D. Espanyol "B" acabó en mitad de tabla y fue en la temporada 2004-05 cuando el filial volvió a descender a Tercera División en la última jornada de Liga. Durante la siguiente campaña (2005-06) el equipo acabó segundo en Liga y disputó la fase de ascenso a Segunda División B. En la primera ronda se impuso al CD Ferriolense y en la final derrotó al Villarreal Club de Fútbol "B".
Tras una temporada (2006-07) sin trascendencia en la Segunda División B, en la 2007-08 el R. C. D. Espanyol "B" volvía a descender a Tercera División y en la siguiente campaña (2008-09) nuevamente se lograba el ascenso a Segunda División B tras proclamarse campeón de la categoría y derrotar al Club Deportivo Tenerife "B" en la fase final de ascenso.
En la temporada 2009-10 el R. C. D. Espanyol "B" acabó la Liga de Segunda División B en el 16.º lugar, hecho que le obligó a disputar la promoción por la permanencia ante el CD Guijuelo. En dicha promoción el filial blanquiazul perdió la categoría al salir derrotado por tres goles a dos en el global de la eliminatoria.
En la temporada 2010-11 y, tras no lograr el ascenso de categoría en los terrenos de juego puesto que en Liga había quedado en 5.º lugar sin poder disputar las fases de ascenso a Segunda División B, se tomó en consideración la opción de regresar a dicha categoría por la vía de los despachos ya que existían plazas dejadas vacantes por los equipos descendidos por impagos y a las que el R. C. D. Espanyol "B" optaba. Finalmente desde el club se decidió no acogerse a esta posibilidad alegando que el filial tenía que ganarse los ascensos dentro del campo de juego. Así pues, la temporada 2011-12 el filial blanquiazul jugó en Tercera División logrando el 2.º lugar y disputó la fase de ascenso a la división de bronce del fútbol español. En la primera ronda se impuso al Pontevedra CF pero cayó derrotado en la segunda ante el Extremadura UD, por lo que un año más quedaba frustrado el regreso a la Segunda División B. Pese a ello y, como sucediera en la temporada anterior, hubo varios descensos de equipos por impagos y en esta ocasión el club sí solicitó una plaza a la Real Federación Española de Fútbol que le fue concedida tras abonar una cifra cercana a los 190.000 euros. Por este motivo, las temporadas 2012-13 y 2013-14 el filial blanquiazul volvió a jugar en la Segunda División B logrando la permanencia en la categoría sin pasar apuros. Tras un inicio esperanzador en la campaña 2014-15, llegando incluso al liderato y en puestos de promoción de ascenso a Segunda División durante varias jornadas, el equipo terminó en la zona tranquila de la clasificación como en la 2015-16.
Tras cinco temporadas consecutivas en la división de bronce y después de una mala campaña en cuanto a clasificación, el filial blanquiazul descendía de nuevo a tercera. La nota positiva fue la aportación de cuatro futbolistas al primer equipo, los conocidos como Generación Chen. La temporada 2017-18 el equipo logra una primera vuelta que roza la perfección con 16 victorias y sólo tres empates. Esto, sumado a una gran segunda vuelta en la que se mantuvo 30 partidos sin perder, propició la primera plaza en el campeonato y la clasificación para los play-off de ascenso. Ya en la fase de campeones, se impuso a la SD Compostela logrando así el ascenso de nuevo a Segunda B.
Durante la temporada 2018-19 el equipo transitó en la zona media de la tabla e incluso estuvo inmerso en la lucha por las plazas de play-off a Segunda División hasta la última jornada del campeonato liguero, donde, tras llegar en cuarta posición, finalmente acabó en una más que meritoria quinta plaza. La temporada 2019-20 estuvo marcada por la pandemia provocada por el Coronavirus y ello implicó la finalización prematura de la competición cuando todavía quedaban 10 jornadas por disputarse y el equipo estaba en el octavo puesto de la clasificación.
La temporada 2020-21 no deparó lo esperado por el club, el equipo no logró mantener la categoría y descendió a la nueva liga creada por la Real Federación Española de Fútbol para reestructurar la competición tras el exceso de clubes a consecuencia de la pandemia del coronavirus. De este modo, el cuadro blanquiazul compite en la cuarta categoría del fútbol español, esto es, la Segunda División RFEF lo que anteriormente se conocía como Tercera División.

## Datos del club
- Temporadas en Segunda División: 0
- Temporadas en Segunda División B: 20
- Temporadas en Primera División RFEF: 0
- Temporadas en Segunda División RFEF: 3
- Temporadas en Tercera División: 10 (7 como R. C. D. Espanyol "B" y 3 como F.C. Cristinenc - R.C.D. Español "B")

## Instalaciones

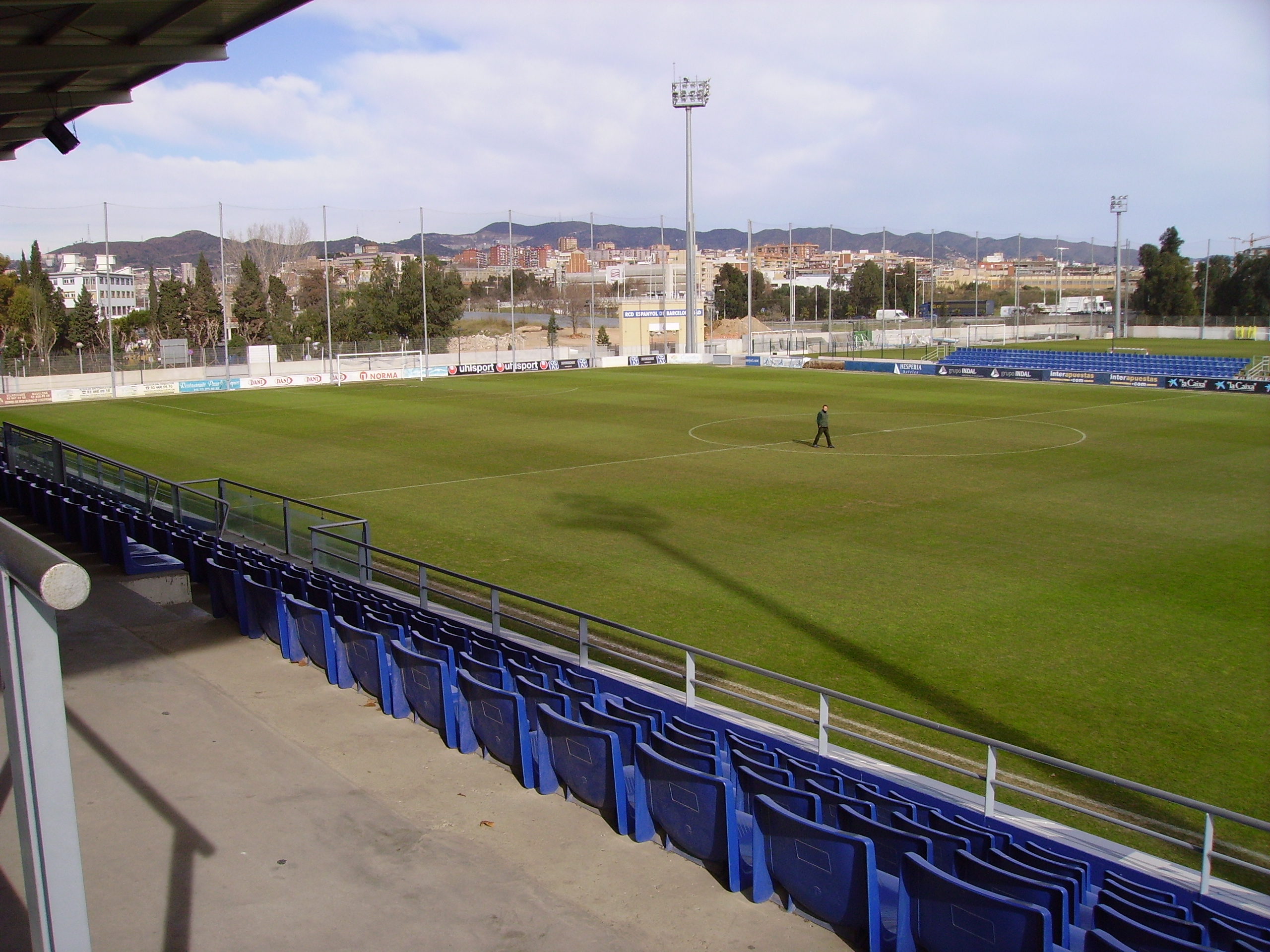
Campo de juego de la Ciudad Deportiva Dani Jarque

### Estadio
Los cinco campos en los que el R. C. D. Espanyol "B" ha disputado sus partidos como local han sido: el mítico Estadio de Sarriá (1994-1996), Estadio Olímpico de Tarrasa (de forma puntual durante la temporada 1994-95), el Camp municipal de futbol Nou Sardenya (de forma puntual durante la temporada 1995-96), el Camp de La Caixa (situado en Poblenou e inaugurado el 11 de febrero de 1996) y el Parque del Migdia (situado junto al Estadio Olímpico de Montjuïc e inaugurado el 13 de diciembre de 1997). Desde el 16 de septiembre de 2001, el filial juega en la Ciudad Deportiva Dani Jarque situada en San Adrián del Besós, siendo el primer partido oficial un R. C. D. Espanyol "B"-S.D. Eibar "B" correspondiente a la 3.ª jornada de la 2.ª División B y que acabó en victoria perica por 3-0.

## Estadísticas

### Segunda División B
- Temporadas en Segunda División B: 20.
- Partidos en Segunda División B: 742 logrando 1010 puntos.
- Victorias: 266, en casa 172 y fuera 94.
- Empates: 212, en casa 105 y fuera 107.
- Derrotas: 264, en casa 94 y fuera 170.
- Goles a favor: 968, en casa 579 y fuera 389.
- Goles en contra: 879, en casa 391 y fuera 488.
- Puesto histórico en Segunda División B: 34º.
- Promociones de ascenso a Segunda División disputadas: 3, con ningún ascenso.

| Torneo                | Partidos jugados | Victorias | Empates | Derrotas | Goles a favor | Goles en contra |
| --------------------- | ---------------- | --------- | ------- | -------- | ------------- | --------------- |
| Fase de ascenso a 2.ª | 18               | 3         | 2       | 13       | 16            | 26              |

- Promociones por la permanencia en Segunda División B disputadas: 1, sin lograr la permanencia en 2009-10 ante el CD Guijuelo por un global de 2-3.
- Puesto repetido más veces: 8.º en cinco ocasiones.
- Temporada con más puntos: 1997-98 y 2001-02 con 67.
- Temporada con menos puntos: 2020-21 con 37.
- Temporada con más victorias: 2000-01 y 2001-02 con 19.
- Temporada con menos victorias: 2007-08 y 2009-10 con 8.
- Temporada con más empates: 2009-10 con 17.
- Temporada con menos empates: 2003-04 con 6.
- Temporada con más derrotas: 1998-99 y 2003-04 con 19.
- Temporada con menos derrotas: 1997-98 con 7.
- Temporada con más goles a favor: 2001-02 con 63.
- Temporada con menos goles a favor: 2009-10 con 38.
- Temporada con más goles en contra: 1998-99 con 60.
- Temporada con menos goles en contra: 1997-98 con 33.
- Mayores goleadas a favor en Liga:
  - En casa: RCD Español "B" 8 - FC Andorra 0 (5 de abril de 1998), RCD Español "B" 6 - CE Premià 0 (11 de febrero de 2001), RCD Español "B" 6 - CD Alfaro 0 (28 de abril de 2002), RCD Español "B" 6 - CE Sabadell 1 (14 de octubre de 2001), RCD Español "B" 5 - CF Gandía 0 (8 de diciembre de 1996) y RCD Español "B" 5 - Real Zaragoza B 0 (27 de septiembre de 2014)
  - Fuera: Real Club Deportivo de La Coruña "B" 1 - RCD Español "B" 5 (21 de junio de 1998 en la fase de ascenso a 2.ª), Unión Deportiva Gáldar 0 - RCD Español "B" 4 (15 de marzo de 1998), Cartagonova FC 0 - RCD Español "B" 4 (29 de octubre de 2000), CF Gavà 0 - RCD Español "B" 4 (1 de mayo de 2003), Terrassa FC 0 - RCD Español "B" 4 (28 de febrero de 2010) y UD Logroñés 0 - RCD Español "B" 4 (2 de mayo de 2010)
- Mayores goleadas en contra en Liga:
  - En casa: RCD Español "B" 1 - UE Olot 5 (29 de febrero de 2020), RCD Español "B" 0 - Cartagonova FC 4 (17 de enero de 1999) y RCD Español "B" 0 - CD Alcoyano 4 (21 de diciembre de 2013)
  - Fuera: Terrassa FC 6 - RCD Español "B" 2 (25 de octubre de 1998), Villajoyosa CF 4 - RCD Español "B" 0 (20 de abril de 2008) y CD Alcoyano 4 - RCD Español "B" 0 (16 de diciembre de 2012)
- Empate con más goles en Liga: RCD Español "B" 4 - CD Logroñés 4 (2 de diciembre de 2001)
- Rachas:
  - Ganando: 7. En casa 9 y fuera 5.
  - Invicto: 19. En casa 16 y fuera 13.
  - Empatados: 4. En casa 5 y fuera 4.
  - Sin ganar: 11. En casa 7 y fuera 14.
  - Perdidos: 6. En casa 3 y fuera 6.
  - Marcando: 13. En casa 23 y fuera 10.
  - Sin marcar: 4. En casa 4 y fuera 7.
  - Recibiendo gol: 21. En casa 12 y fuera 26.
  - Imbatido: 5. 479 minutos. En casa 4 y fuera 3.

### Tercera División
- Temporadas en Tercera División: 10 (7 como R. C. D. Espanyol "B" y 3 como F.C. Cristinenc - R.C.D. Español "B").
- Partidos en Tercera División: 266 logrando 524 puntos.
- Victorias: 171, en casa 92 y fuera 69.
- Empates: 64, en casa 28 y fuera 36.
- Derrotas: 41, en casa 13 y fuera 28.
- Goles a favor: 523, en casa 314 y fuera 209.
- Goles en contra: 220, en casa 102 y fuera 118.
- Promociones de ascenso a Segunda División B disputadas: 6, con 5 ascensos.

| Torneo                  | Partidos jugados | Victorias | Empates | Derrotas | Goles a favor | Goles en contra |
| ----------------------- | ---------------- | --------- | ------- | -------- | ------------- | --------------- |
| Fase de ascenso a 2.ª B | 22               | 11        | 6       | 5        | 40            | 21              |

- Puesto repetido más veces: 1.º y 2.º, en tres ocasiones.
- Temporada con más puntos: 2017-18 con 90.
- Temporada con menos puntos: 1994-95 con 59 en Liga de dos puntos.
- Temporada con más victorias: 2017-18 con 27.
- Temporada con menos victorias: 2010-11 y 2011-12 con 19.
- Temporada con más empates: 1994-95 y 2011-12 con 13.
- Temporada con menos empates: 1999-00 con 4.
- Temporada con más derrotas: 2010-11 con 12.
- Temporada con menos derrotas: 1994-95 y 2017-18 con 2.
- Temporada con más goles a favor: 2005-06 y 2008-09 con 84.
- Temporada con menos goles a favor: 2010-11 con 65.
- Temporada con más goles en contra: 1994-95 con 42.
- Temporada con menos goles en contra: 2017-18 con 25.
- Mayores goleadas a favor en Liga:
  - En casa: RCD Espanyol "B" 8 - CF Amposta 1 (1 de febrero de 2009), RCD Espanyol "B" 7 - CE Manresa 0 (19 de marzo de 1995), RCD Espanyol "B" 6 - Peralada CF 0 (5 de febrero de 2006), RCD Espanyol "B" 6 - CF Balaguer 0 (25 de marzo de 2012), RCD Espanyol "B" 6 - CD Blanes 1 (11 de septiembre de 2008), RCD Español "B" 5 - Reus Deportiu 0 (12 de noviembre de 1994), RCD Espanyol "B" 5 - CD Tortosa 0 (16 de enero de 2000), RCD Espanyol "B" 5 - EC Granollers 0 (22 de enero de 2006), RCD Espanyol "B" 5 - FC Palafrugell 0 (5 de marzo de 2006), RCD Espanyol "B" 5 - UD Cornellà 0 (16 de noviembre de 2008) y RCD Espanyol "B" 5 - CE Europa 0 (15 de marzo de 2009)
  - Fuera: UE Vic 1 - RCD Espanyol "B" 5 (12 de septiembre de 1999), CF Balaguer 0 - RCD Espanyol "B" 4 (26 de marzo de 2006), CF Vilanova 0 - RCD Espanyol "B" 4 (12 de octubre de 2008), CE Premià 0 - RCD Espanyol "B" 4 (19 de diciembre de 2010) y FC Ascó 0 - RCD Espanyol "B" 4 (27 de febrero de 2011)
- Mayores goleadas en contra en Liga:
  - En casa: RCD Espanyol "B" 0 - AEC Manlleu 3 (20 de febrero de 2011)
  - Fuera: Fútbol Club Barcelona "C" 4 - RCD Espanyol "B" 1 (27 de febrero de 2000) y CD Tortosa 3 - RCD Espanyol "B" 0 (5 de septiembre de 1999)
- Rachas:
  - Ganando: 8. En casa 11 y fuera 7.
  - Invicto: 36. En casa 24 (en curso) y fuera 18.
  - Empatados: 3. En casa 2 y fuera 4.
  - Sin ganar: 6. En casa 6 y fuera 6.
  - Perdidos: 2. En casa 4 y fuera 3.
  - Marcando: 19. En casa 32 y fuera 13.
  - Sin marcar: 3. En casa 3 y fuera 2.
  - Recibiendo gol: 6. En casa 7 y fuera 7.
  - Imbatido: 7. 630 minutos. En casa 5 y fuera 6.

### Segunda Federación
- Temporadas en Segunda Federación: 3
- Partidos en Segunda Federación: 98 logrando 153 puntos.
- Victorias: 42, en casa 27 y fuera 15.
- Empates: 27, en casa 11 y fuera 16.
- Derrotas: 29, en casa 11 y fuera 18.
- Goles a favor: 130, en casa 66 y fuera 64.
- Goles en contra: 117, en casa 53 y fuera 64.
- Promociones de ascenso a Primera Federación disputadas: 2.

| Torneo                    | Partidos jugados | Victorias | Empates | Derrotas | Goles a favor | Goles en contra |
| ------------------------- | ---------------- | --------- | ------- | -------- | ------------- | --------------- |
| Fase de ascenso a 1.ª Fed | 3                | 0         | 0       | 3        | 2             | 7               |

### Copa Federación
- Ediciones disputadas de la fase nacional: 4
- Mejores clasificaciones:
  - Cuartos de final: 2 veces en las temporadas 2007-08 y 2008-09.

| Torneo          | Partidos jugados | Victorias | Empates | Derrotas | Goles a favor | Goles en contra |
| --------------- | ---------------- | --------- | ------- | -------- | ------------- | --------------- |
| Copa Federación | 18               | 8         | 4       | 6        | 31            | 17              |

- Mayores goleadas a favor:
  - En casa:  RCD Espanyol "B" 3 - Utebo FC 0 (19 de diciembre de 2007) y RCD Espanyol "B" 3 - Águilas CF 0 (21 de enero de 2009).
  - Fuera: AD Fundación Logroñés 0 - RCD Espanyol "B" 11 (24 de enero de 2008).
- Mayores goleadas en contra:
  - En casa: RCD Espanyol "B" 1 - Rayo Vallecano B 2 (4 de febrero de 2009).
  - Fuera: Real Zaragoza B 4 - RCD Espanyol "B" 1 (22 de enero de 2014).

## Organigrama deportivo

### Jugadores destacados
| - Alfredo Argensó - Mohamed Ezzarfani - Salvador Balbuena - Javier Oliva - Gorka Iraizoz - Andrés Burgada - Kiko Casilla - Biel Ribas - Isaac Becerra - Dinu Bogdan - Edgar Badia - Germán Parreño - Pau López - Joan Capdevila - Albert Lopo - Alberto Serran - Sergio Pelegrín - David García - Dani Jarque - Juan Carlos Ceballos - David Català - Miquel Robusté - Ildefonso Lima - Antonio Uceda - Fede Bessone |  | - Dani Fragoso - Alberto de la Bella - Eric Bailly - Zou - Jordi Amat - Toni Lao - Guillem Savall - Hérita Ilunga - David Sánchez - Carlos García - Yago Fernández - David Charcos - Raúl Rodríguez - Gerard Autet - Ivo - Joaquín Macanás - Edu Albácar - Javi Chica - Sergio Sánchez - Bruno Saltor - Marc Torrejón - Pedro Nieto - Marc Bertrán - Albert Canal |  | - Víctor Ruiz - Antonio Soldevilla - Dídac Vilà - Carlos Clerc - Rubén Duarte - Víctor Álvarez - Marc Navarro - Aarón Martín - Lluís López - Adrià Pedrosa - Sergio González - Ángel Morales - Raúl Vates - Juvenal Edjogo - Mahamat Azrack - Jordi Torrecilla - Xavier Morón - Vicente Fernández - Miki Martínez - Ángel Martínez - David de Pablos - Javi Márquez - Javi López - Julián López |  | - Héctor Simón - Juanjo Ciércoles - Óscar Sielva - Manu Molina - David López - Raúl Baena - Isaías Sánchez - Sergi Darder - Enrique de Lucas - Moisés Hurtado - Jordi Gómez - Marc Roca - Óscar Melendo - Lucas Porcar - Diego Ribera - Christian Alfonso - Cristian Gómez - Víctor Merchán - Iván Díaz - Max - Jordi Tarrés - Tariq Spezie - Jacinto Ela - Julián Luque |  | - Gaizka Saizar - Cristian Tello - David Ávila - Sito Riera - Kalu Uche - Luismi Gracia - Íñigo Vélez - Borja Criado - Sergio Postigo - Jordi Lardín - Thievy Bifouma - Jordi Xumetra - Bacari - Miguel Palanca - Ferran Corominas - Albert Yagüe - Jonathan Soriano - Marc Pedraza - Joan Tomás - Chuli - Rui Fonte - Álvaro Vázquez - Raúl Tamudo |

### Entrenadores destacados
| - Paco Flores - Rafa Marañón - Alfons Martínez - Nacho Segura - Ramón Moya - Tintín Márquez - Ángel Pedraza - 'Rubi' - Óscar Perarnau - Josep Clotet Ruiz - Toni Rovira - Ferrán Manresa |  | - Raúl Longhi - Manuel Márquez - Sergio González - Lluís Planagumà - David Gallego - Carlos Antonio Castro - José Aurelio Gay - Luis Blanco - Manolo González - Javi Chica - Ignasi Senabre - Víctor Cea |

## Palmarés

### Torneos nacionales
- Subcampeón de Segunda División B (1): 2001-02
- Campeón del grupo V de Tercera División (3): 1994-95, 2008-09 y 2017-18
- Subcampeón del grupo V de Tercera División (3): 1999-00, 2005-06 y 2011-12
- Subcampeón del Campeonato de España de Aficionados (1): 1981

### Torneos amistosos
- Trofeo Villa de Gracia (3): 2001, 2012 y 2021
- Trofeo Gaspar Matas (2): 1983 y 2012
- Trofeo Ciudad de Tarrasa (1): 2018 y 2019
- Trofeo de l´Estany (1): 2007
- Torneo Caliu Gracienc (1): 2010
- Trofeo Vila de Figueres (1): 2011
- Subcampeón del Torneo Históricos del Fútbol Catalán (1): 2011
- Subcampeón de la Copa Cataluña (1): 2014[16]

## Clasificación en el Campeonato Nacional de Liga por temporadas
F.C. Cristinenc - R.C.D. Español B
- 1991-92: 3.ª División 7.º (41 puntos).
- 1992-93: 3.ª División 6.º (44 puntos).
- 1993-94: 3.ª División 9.º (38 puntos).

R.C.D. Español B
| - 1994-95: 3.ª 1.º (59 puntos). - 1995-96: 2ªB 11.º (49 puntos). - 1996-97: 2ªB 8.º (57 puntos). - 1997-98: 2ªB 4.º (67 puntos). - 1998-99: 2ªB 17.º (43 puntos). - 1999-00: 3.ª 2.º (76 puntos). - 2000-01: 2ªB 4.º (64 puntos). |  | - 2001-02: 2ªB 2.º (67 puntos). - 2002-03: 2ªB 10.º (53 puntos). - 2003-04: 2ªB 11.º (51 puntos). - 2004-05: 2ªB 18.º (45 puntos). - 2005-06: 3.ª 2.º (82 puntos). - 2006-07: 2ªB 13.º (49 puntos). - 2007-08: 2ªB 18.º (39 puntos). |  | - 2008-09: 3.ª 1.º (83 puntos). - 2009-10: 2ªB 16.º (41 puntos). - 2010-11: 3.ª 5.º (64 puntos). - 2011-12: 3.ª 2.º (70 puntos). - 2012-13: 2ªB 8.º (55 puntos). - 2013-14: 2ªB 8.º (54 puntos). - 2014-15: 2ªB 11.º (53 puntos). |  | - 2015-16: 2ªB 12.º (48 puntos). - 2016-17: 2ªB 17.º (36 puntos). - 2017-18: 3.ª 1.º (90 puntos). - 2018-19: 2ªB 5.º (60 puntos). - 2019-20: 2ªB 8.º (42 puntos). - 2020-21: 2ªB 8.º y 4.º (23 y 14 puntos). - 2021-22: 2ªRFEF 2.º (57 puntos). - 2022-23: 2ªFed 5.º (53 puntos). - 2023-24: 2ªFed |